# Alain Nteff
Alain Nteff est un entrepreneur social camerounais, né en 1992 à Bamenda. Il est le cofondateur, et directeur général de Gifted Mom,.

## Biographie

### Formation
Issu de l’École nationale supérieure polytechnique de Yaoundé, Alain Nteff est ingénieur informatique. 

### Carrière
Après un passage chez Google, il se lance dans l'entrepreneuriat.  

### Distinctions
Plus jeune participant au Forum économique mondial de Davos en 2015, il a été nommé par CNN & Forbes Afrique parmi les 30 jeunes entrepreneurs d’Afrique. 
Il lui a été décerné le premier Prix du Jeune Leader de la Reine par la reine Élisabeth II. 
Nommé Meilleur Entrepreneur social de l'Afrique en 2014 par la Fondation MasterCard, il a également reçu le Prix Anzisha.